# Коминтерн (Орловская область)
Коминтерн — поселок в Кромском районе Орловской области в составе Шаховского сельского поселения.

## География
Находится в центральной части Орловской области на расстоянии приблизительно 8 км на северо-восток по прямой от районного центра поселка Кромы.

## История
В начале XX века поселок еще не отмечался на картах. На карте 1941 года уже отмечен был как поселение с 5 дворами.

## Население
Численность населения: 13 человек (русские 100 %) в 2002 году, 10 в 2010.